# Grigori Klimov
Grigore Petrovici Klimov (rusă: Григорий Петрович Климов; în Germania cunoscut sub numele de Ralph Werner; n. 26 septembrie 1918, Novocherkassk – d. 10 decembrie 2007, New York) a fost un scriitor ruso-american, jurnalist, editor, autor a numeroase publicații și prelegeri.